# Pleuropasta mirabilis
Pleuropasta mirabilis es una especie de coleóptero de la familia Meloidae.

## Distribución geográfica
Habita en Arizona, Utah y California en (Estados Unidos) y México.